# 自然享受権
自然享受権（しぜんきょうじゅけん、英語: right of public access to the wilderness / freedom to roam / right to roam / everyman's right、スウェーデン語: allemansrätten（アッレマンスレット）、フィンランド語: jokamiehenoikeus（ヨカミエヘンオイケウス））とは、土地の所有者に損害を与えない限りにおいて、すべての人に対して他人の土地への立ち入りや自然環境の享受を認める権利。自然環境享受権。

## 北欧の法文化
北欧に古くからある慣習法であり、自国以外の旅行者などすべての人に対して認める権利である。例えば利用者の権利として以下のような行為が認められている。
- 通行権（徒歩、スキー、自動車による通行）
- 滞在権（テントでの宿泊を含め、休息、水浴びのための短期滞在）
- 自然環境利用権（ヨット、モーターボート等の使用、水浴び、氷上スポーツ、魚釣りなど）
- 果実採取権（土地の所有者に対価を支払わない、野性の果実やキノコ類の採取）

禁止されている行為は原則として自然を破壊することと、所有者を煩わせることである。
デンマーク
- 自然保護法（1969年）で明文化される。デンマークは人口密度が高いため利用者の権利には制限がある。

ノルウェー
- 古くから慣習法として成立し、野外余暇法のなかで明文化（1957年）されている。柵（さく）で囲われた内野（innmark）と囲われていない外野（utmark）によって権利が区別されている。

スウェーデン
- 古くから慣習法としてあり、自然享受権は憲法で保障されている。例えば、誰でも人の庭で果物を取ることが許されている。自然は人が所有するものではない。共に分かち合い、いつくしむものである、との考えに基づいている。ただし多くの部分が慣習法に委ねられている。鳥獣の狩猟については自然享受権に含まれない。

この権利は国有地、私有地に関わらず慣習的に保護されている。土地所有者は森林や再生可能資源の保護を義務付けられており、土地所有権と利用権を持つと同時に自然環境の維持義務を負うことになる。スウェーデンでは近年、ハンググライダーやマウンテンバイクなどアウトドアスポーツの普及で大会などが頻繁に開かれるようになり、自然が踏み荒らされるケースが出始め、自然享受権についての論争が起きている。このため、自然享受権は個人の権利で、団体に認められたものではないという新たなガイドラインが付け加えられた。

## その他
これに類するものとして、日本では環境権のうち「個別的環境権」にあたる、自由に海浜に出入りする権利・入浜権が主張されているが、海岸線及び水面はすべて公有で一個人には認められるものではないとして、行政訴訟では否定され続けてきている。